# Kabinett Çiller I
Das Kabinett Çiller I war die 50. Regierung der Türkei, die vom 25. Juni 1993 bis zum 5. Oktober 1995 durch Ministerpräsidentin Tansu Çiller geleitet wurde.
Die Wahl im Oktober 1991 hatte die Doğru Yol Partisi (DYP) unter Süleyman Demirel gewonnen. Die zuvor alleine regierende Anavatan Partisi (ANAP) wurde abgestraft. Die DYP ging mit der Sosyaldemokrat Halkçı Parti (SHP) eine Koalition ein und DYP-Parteivorsitzender Süleyman Demirel wurde neuer Ministerpräsident.
Am 16. Mai 1993 wurde Süleyman Demirel zum Nachfolger des verstorbenen Staatspräsidenten Turgut Özal gewählt. Aufgrund der Bestimmungen der türkischen Verfassung musste er sein Amt als Ministerpräsident und Vorsitzender der DYP abgeben. Am 13. Juni 1993 wählte die DYP Tansu Çiller zu neuen Parteivorsitzenden und am 25. Juni wählte sie die Koalition zur neuen Ministerpräsidentin des Landes. Der SHP-Vorsitzende Erdal İnönü, unter Demirel stellvertretender Ministerpräsident, zog sich Anfang Juni aus der Regierung zurück und gab auch das Amt des Parteivorsitzenden ab. Beide Ämter übernahm Murat Karayalçın. Am 5. Juli 1993 überstand die neue Regierung die Vertrauensabstimmung im Parlament. Çiller und ihre Regierung überlebten in der Folge mehrere politische Krisen, die mit einem Wirtschaftseinbruch, dem ungelösten Kurdenproblem und einer Verfassungsreform zusammenhingen.
1992 wurde die nach dem Militärputsch 1980 verbotene Cumhuriyet Halk Partisi (CHP) wiedergegründet und Deniz Baykal zum Vorsitzenden gewählt. In der Folge schlossen sich mehrere SHP-Abgeordnete unter Baykals Führung zu einer eigenen Parlamentsgruppe zusammen. Am 18. Februar 1995 wurde die SHP schließlich aufgelöst und die Mitglieder traten zur CHP über. Baykal stellte harte Forderungen an die DYP. Als er sich im eskalierenden Tarifkonflikt an die Seite der Gewerkschaften stellte, platzte die Regierung. Die CHP kündigte im Spätsommer 1995 den Rückzug aus der Koalition an und Çiller reichte am 20. September 1995 ihren Rücktritt an. Die regierende DYP verhandelte mit der MHP von Alparslan Türkeş und der Demokratik Sol Parti (DSP) um ein Minderheitskabinett, doch die Vertrauensabstimmung am 15. Oktober ging verloren. Für den Dezember wurden vorzeitige Neuwahlen angesetzt.

## Minister
| Titel                                                       | Name                                                                          | Partei | Amtszeit |
| ----------------------------------------------------------- | ----------------------------------------------------------------------------- | --- | --- |
| Ministerpräsidenten                                         | Tansu Çiller                                                                  | DYP | |
| Stellvertretender Ministerpräsident                         | Erdal İnönü Murat Karayalçın Hikmet Çetin                                     | SHP CHP | 25. Juni 1993 – 12. September 1993 12. September 1993 – 27. März 1995 27. März 1995 – 5. Oktober 1995                                                          |
| Staatsminister                                              |                                                                               | | |
| Necmettin Cevheri                                           | DYP                                                                           | | |
| Yıldırım Aktuna                                             | DYP                                                                           | | |
| Mehmet Gölhan Mehmet Gazioğlu Ali Şevki Erek                | DYP                                                                           | 25. Juni 1993 – 24. Oktober 1993 24. Oktober 1993 – 28. November 1993 28. November 1993 – 30. Mai 1995                        | |
| Bekir Sami Daçe                                             | DYP                                                                           | | |
| Güneş Müftüoğlu Nurhan Tekinel Ayvaz Gökdemir               | DYP                                                                           | 25. Juni 1993 – 28. November 1993 28. November 1993 – 14. August 1994 14. August 1994 – 5. Oktober 1995                       | |
| Nafiz Kurt                                                  | DYP                                                                           | | |
| Cemil Erhan Aykon Doğan                                     | DYP                                                                           | 25. Juni 1993 – 7. Februar 1994 7. Februar 1994 – 5. Oktober 1995                                                             | |
| Mustafa Çiloğlu Abdülbaki Ataç                              | DYP                                                                           | 25. Juni 1993 – 28. November 1993 28. November 1993 – 5. Oktober 1995                                                         | |
| Ahmet Şanal Mehmet Ali Yılmaz Esat Kıratlıoğlu              | DYP                                                                           | 25. Juni 1993 – 28. November 1993 28. November 1993 – 15. Juli 1994 14. August 1994 – 5. Oktober 1995                         | |
| Şükrü Erdem                                                 | DYP                                                                           | | |
| Bahattin Alagöz                                             | SHP                                                                           | 27. Dezember 1994 – 27. Oktober 1995                                                                                          | |
| İbrahim Tez Fikri Sağlar Mehmet Gülcegün Onur Kumbaracıbaşı | SHP CHP                                                                       | 25. Juni 1993 – 27. Juli 1994 27. Juli 1994 – 2. Oktober 1994 5. Oktober 1994 – 27. März 1995 27. März 1995 – 5. Oktober 1995 | |
| Türkan Akyol Önay Alpago Aysel Baykal                       | SHP CHP                                                                       | 25. Juni 1993 – 27. Juli 1994 27. JulI 1994 – 27. März 1995 27. März 1995 – 5. Oktober 1995                                   | |
| Mehmet Kahraman Azimet Köylüoğlu Algan Hacaloğlu            | SHP CHP                                                                       | 25. Juni 1993 – 25. Juni 1994 27. Juli 1994 – 27. März 1995 27. März 1995 – 5. Oktober 1995                                   | |
| Erman Şahin Salih Sümer Ziya Halis                          | SHP CHP                                                                       | 25. Juni 1993 – 27. Juli 1994 27. Juli 1994 – 27. März 1995 27. März 1995 – 18. Juni 1995                                     | |
| Justizminister                                              | Seyfi Oktay Mehmet Moğultay                                                   | SHP | 25. Juni 1993 – 27. Juli 1994 27. Juli 1994 – 5. Oktober 1995                                                                                                  |
| Verteidigungsminister                                       | Nevzat Ayaz Mehmet Gölhan                                                     | DYP | 25. Juni 1993 – 24. Oktober 1993 24. Oktober 1993 – 5. Oktober 1995                                                                                            |
| Innenminister                                               | Mehmet Gazioğlu Nahit Menteşe                                                 | DYP | 25. Juni 1993 – 24. Oktober 1993 24. Oktober 1993 – 5. Oktober 1995                                                                                            |
| Außenminister                                               | Hikmet Çetin Mümtaz Soysal Murat Karayalçın Erdal İnönü                       | SHP CHP | 25. Juni 1993 – 27. Juli 1994 27. Juli 1994 – 28. November 1994 12. Dezember 1994 – 27. März 1995 27. März 1995 – 5. Oktober 1995                              |
| Finanzminister                                              | İsmet Atilla                                                                  | DYP | |
| Bildungsminister                                            | Nahit Menteşe Nevzat Ayaz                                                     | DYP | 25. Juni 1993 – 24. Oktober 1993 24. Oktober 1993 – 5. Oktober 1995                                                                                            |
| Minister für öffentliche Arbeiten und Siedlungswesen        | Onur Kumbaracıbaşı Mustafa Yılmaz Halil Çulhaoğlu Erman Şahin Halil Çulhaoğlu | SHP CHP | 25. Juni 1993 – 27. Juli 1994 27. Juli 1994 – 23. September 1994 5. Oktober 1994 – 27. März 1995 27. März 1995 – 15. Juli 1995 15. Juli 1995 – 5. Oktober 1995 |
| Minister für Gesundheit und Sozialhilfe                     | Rifat Serdaroğlu Kazım Dinç Doğan Baran                                       | DYP | 25. Juni 1993 – 28. November 1993 28. November 1993 – 14. August 1994 14. August 1994 – 5. Oktober 1995                                                        |
| Verkehrsminister                                            | Mehmet Köstepen Ali Şevki Erek                                                | DYP | 25. JunI 1993 – 12. April 1995 29. Mai 1995 – 5. Oktober 1995                                                                                                  |
| Minister für Arbeit und soziale Sicherheit                  | Mehmet Moğultay Nihat Matkap Aydın Güven Gürkan Ziya Halis                    | SHP CHP | 25. Juni 1993 – 27. Juli 1994 27. Juli 1994 – 27. März 1995 27. März 1995 – 4. Juni 1995 18. Juni 1995 – 5. Oktober 1995                                       |
| Minister für Industrie und Handel                           | Tahir Köse Mehmet Dönen Hasan Akyol                                           | SHP CHP | 25. Juni 1993 – 27. Juli 1994 27. Juli 1994 – 27. März 1995 27. März 1995 – 5. Oktober 1995                                                                    |
| Minister für Kultur                                         | Fikri Sağlar Timuçin Savaş Ercan Karakaş İsmail Cem                           | SHP CHP | 25. Juni 1993 – 27. Juli 1994 27. Juli 1994 – 27. März 1995 27. März 1995 – 24. Juni 1995 7. Juli 1995 – 5. Oktober 1995                                       |
| Minister für Tourismus                                      | Abdülkadir Ateş Halil Çulhaoğlu Şahin Ulusoy İrfan Gürpınar                   | SHP CHP | 25. Juni 1993 – 27. Juli 1994 27. Juli 1994 – 5. Oktober 1994 5. Oktober 1994 – 27. März 1995 27. März 1995 – 5. Oktober 1995                                  |
| Minister für Energie und natürliche Ressourcen              | Veysel Atasoy                                                                 | DYP | |
| Minister für Landwirtschaft und dörfliche Angelegenheiten   | Rifaeddin Şahin                                                               | DYP | |
| Minister für Forsten                                        | Hasan Ekinci                                                                  | DYP | |
| Umweltminister                                              | Rıza Akçalı                                                                   | DYP | |